# يوبولو جانكاكشو
يوبولو جانكاكشو (بالإيطالية: Joppolo Giancaxio)‏ هي بلدية في مقاطعة أغريجنتو في صقلية الإيطالية.

## السكان
في سنة 1861 بلغ عدد السكان 1٬111 نسمة، وتطور العدد ليصل في سنة 2011 لـ 1٬210 نسمة.
يظهر هذا المخطط البياني تطور النمو السكاني لـ يوبولو جانكاكشو